# Distribució de Fréchet
La distribució de Fréchet, també coneguda com a distribució inversa de Weibull, és un cas especial de la distribució de valors extrems generalitzada. Té la funció de distribució acumulada
{\displaystyle \Pr(X\leq x)=e^{-x^{-\alpha }}{\text{ si }}x>0.}
on α>0 és un paràmetre de forma. Es pot generalitzar per incloure un paràmetre de localització m (el mínim) i un paràmetre d'escala s>0 amb la funció de distribució acumulada
{\displaystyle \Pr(X\leq x)=e^{-\left({\frac {x-m}{s}}\right)^{-\alpha }}{\text{ si }}x>m.}
Anomenat així per Maurice Fréchet, que va escriure un article relacionat el 1927, Fisher i Tippett van fer més treballs el 1928 i Gumbel el 1958.

## Característiques
El paràmetre únic Fréchet amb paràmetre {\displaystyle \alpha } té moment estandarditzat
{\displaystyle \mu _{k}=\int _{0}^{\infty }x^{k}f(x)dx=\int _{0}^{\infty }t^{-{\frac {k}{\alpha }}}e^{-t}\,dt,}
(amb {\displaystyle t=x^{-\alpha }}) definit només per a {\displaystyle k<\alpha }:
{\displaystyle \mu _{k}=\Gamma \left(1-{\frac {k}{\alpha }}\right)}
on {\displaystyle \Gamma \left(z\right)} és la funció Gamma.

## Aplicacions
- En hidrologia, la distribució de Fréchet s'aplica a esdeveniments extrems com ara les precipitacions màximes anuals d'un dia i els cabals fluvials. La imatge blava, feta amb CumFreq, il·lustra un exemple d'ajust de la distribució de Fréchet a les pluges màximes anuals d'un dia classificades a Oman i mostra també el cinturó de confiança del 90% basat en la distribució binomial. Les freqüències acumulades de les dades de pluja es representen traçant posicions com a part de l'anàlisi de freqüències acumulades.

- En l'anàlisi de la corba de declivi, la distribució de Fréchet pot descriure un patró decreixent de les dades de sèrie temporal de la taxa de producció de petroli o gas al llarg del temps per a un pou.

- En Economia s'utilitza per modelar el component idiosincràtic de les preferències dels individus per a diferents productes (Organització Industrial), ubicacions (Economia Urbana) o empreses (Economia Laboral).